# Quadrangular Longevidade

O Quadrangular Longevidade foi um campeonato de caráter amistoso, realizado no Brasil no ano de 2016, que envolveu clubes profissionais da primeira divisão do futebol gaúcho. O campeonato, realizado em homenagem aos 24 anos da Fundação do Veranópolis EC e 118 Anos da Emancipação Política do Município de Veranópolis, contou com a participação de quatro clubes da elite do Futebol Gaúcho.

O critério para o convite dos clubes foi seu desempenho nos últimos anos: Brasil de Pelotas, clube que conquistou vaga para a Série B do Campeonato Brasileiro, Juventude, clube que fez boa campanha na Série C, Lajeadense, clube que conquistou a Tríplice Coroa Gaúcha em 2015 e o próprio Veranópolis, clube anfitrião.

Todos os jogos foram disputados no Estádio Antônio David Farina. O Juventude sagrou-se campeão ao derrotar a equipe do Brasil de Pelotas, nos pênaltis, após empate em 1-1 na final.

## Regulamento
O Campeonato foi disputado no formato eliminatório, em partida única. Persistindo o empate a vaga seria disputada em uma série de cinco cobranças de penalidades máximas. Os vencedores das semifinais avançariam para a final, enquanto os perdedores disputariam o terceiro lugar.

## Resultados
|  | Semifinais            | Semifinais            |       |                       | Final                 | Final |  |
|  |                       |                       |       |                       |                       |       |  |
|  | 14 de janeiro de 2016 |                       |       |                       |                       |       |  |
|  | Veranópolis           | 0 (1)                 |       |                       |                       |       |  |
|  | Brasil de Pelotas     | 0 (3)                 |       |                       |                       |       |  |
|  |                       |                       |       |                       |                       |       |  |
|  |                       |                       |       |                       | 17 de janeiro de 2016 |       |  |
|  |                       |                       |       |                       | Brasil de Pelotas     | 1 (2) |  |
|  |                       | Juventude             | 1 (3) |                       |                       |       |  |
|  |                       |                       |       |                       |                       |       |  |
|  |                       |                       |       |                       |                       |       |  |
|  |                       |                       |       |                       | Terceiro lugar        |       |  |
|  | 14 de janeiro de 2016 | 14 de janeiro de 2016 |       | 17 de janeiro de 2016 | 17 de janeiro de 2016 |       |  |
|  | Lajeadense            | 0                     |       | Veranópolis           | 1 (1)                 |       |  |
|  | Juventude             | 1                     |       |                       | Lajeadense            | 1 (4) |  |

## Jogos

### Semifinais
| 14 de janeiro de 2016 | Lajeadense | 0 – 1     | Juventude   | Estádio Antônio David Farina |
| 18:00 (GMT-3)         |            | Relatório | 34' Mailson | Árbitro: RS ?                |

| Lajeadense | Juventude |

| 14 de janeiro de 2016 | Veranópolis | 0 – 0     | Brasil de Pelotas | Estádio Antônio David Farina  |
| 20:15 (GMT-3)         |             | Relatório |                   | Árbitro: RS Alexandre Almeida |

|                                     |       | Penalidades                                  |  |
| Júlio Madureira Edson Massari Lúcio | 1 – 3 | Marcos Paraná Gustavo Papa Moisés Xaro Ramon |  |

| Veranópolis | Brasil-PEL |

### Disputa de Terceiro Lugar
| 17 de janeiro de 2016 | Veranópolis        | 1 – 1     | Lajeadense        | Estádio Antônio David Farina |
| 18:00 (GMT-3)         | Márcio Jonatan 39' | Relatório | 23' Diego Miranda | Árbitro: RS ?                |

|                                        |       | Penalidades                         |  |
| Júlio Madureira Léo D'Agostini Massari | 1 – 4 | Ricardo Maria Léo Quaresma Maurinho |  |

| Veranópolis | Lajeadense |

### Final
| 17 de janeiro de 2016 | Brasil de Pelotas  | 1 – 1     | Juventude                    | Estádio Antônio David Farina       |
| 20:15 (GMT-3)         | Diogo Oliveira 17' | Relatório | 4' Heverton Cardoso da Silva | Árbitro: RS Márcio Eberle Castelli |

|                                                     |       | Penalidades                        |  |
| Marcos Paraná Gustavo Papa Ramon Márcio Hahn Cirilo | 2 – 3 | Itaqui Pará Dieguinho Ruan Brenner |  |

| Brasil-PEL | Juventude |

## Premiação
| Quadrangular Longevidade      |
| ----------------------------- |
| JUVENTUDE Campeão (1º título) |